# GU Рыбы b
GU Рыбы b — экзопланета (газовый гигант) или субкоричневый карлик в созвездии Рыбы. Является единственным известным на сегодняшний день объектом в системе молодой переменной звезды GU Рыбы, удалённой от Земли на 156 световых лет.
Материнская звезда принадлежит к спектральному классу M3, и имеет оценочный возраст не более 130 млн лет и массу в 0,35M⊙.

## Характеристики
Масса экзопланеты оценивается в 11 ± 2 массы Юпитера. GU Рыбы b имеет период обращения в 163 000 лет, будучи удалённой от своей звезды на расстояние примерно 2000 а. е. (ок. 300 миллиардов километров). Открытие экзопланеты на таком расстоянии от материнской звезды несомненно заставляет задуматься над процессами образования и эволюции планетных систем.
По удалённости от материнской звезды GU Рыбы b уступает только планете 2MASS J2126-8140, расстояние от которой до звезды TYC 9486-927-1 составляет 1 трлн км (6685 а. е.) и WD 0806-661 b, расстояние которой до звезды GJ 3483 составляет 375 млрд км (2500 а. е.). Предыдущий рекорд принадлежал экзопланете HD 106906 b, удалённой от своей материнской звезды на 650 а. е. (97 млрд км).

## История открытия
Экзопланета была открыта в 2014 году силами международной команды исследователей, которую возглавила аспирантка на кафедре физики из Монреальского университета Мари-Ив Науд. Команда занималась поиском экзопланет вокруг молодых звёзд AB Золотой Рыбы.
Молодые звёзды особенно интересны для поиска экзопланет, потому что в инфракрасном диапазоне новообразованные экзопланеты ещё не успевшие остыть, выглядят достаточно ярко на фоне своих звёзд, чтобы их можно было обнаружить без достижения очень высокой контрастности.
Прямые снимки были получены с использованием обсерватории Джемини и телескопа CFHT. На инфракрасных снимках был обнаружен объект спектрального класса Т3,5±1, удалённый от своей звезды на 42 угловые секунды (≈ 2000 а. е. в проекции на небесную сферу), но движущийся вместе с ней.

## Образование планеты
Сравнение характеристик GU Рыбы b с известными характеристиками коричневых и субкоричневых карликов показало, что вероятностью формирование данного объекта проходило по механизму схожему с формированием звезд. Малое отношение масс звезды и планеты (примерно 1:30) и большое расстояние между ними говорит о том, что скорее всего GU Рыбы b образовалась путём коллапса газопылевого облака, а не аккрецией или коллапсом ядра из материала околозвёздного диска, как планеты.
Таким образом, с точки зрения динамической эволюции система GU Рыбы больше напоминает маломассивную двойную звезду с большим отношением масс компонентов, нежели классическую планетную систему с планетой, образовавшейся в протопланетном диске. Научное сообщество пока не пришло к окончательному заключению о том, что считать планетой, а что — субкоричневым карликом. По состоянию на 2015 год, за GU Рыбы b закреплён статус экзопланеты.

## Возможность жизни на планете
GU Рыбы b находится далеко за пределами обитаемой зоны. Астрономы оценивают температуру планеты примерно в 1000 ± 50 К. Столь высокая температура, при таком отдалении от материнской звезды объясняется молодостью экзопланеты. При такой температуре в атмосфере газового гиганта вода может существовать в виде водяного пара. Возможно, атмосфера содержит метан. На сегодняшний день науке неизвестны экстремофилы, способные выжить в таких условиях.